# Justicia aurantiimutata
Justicia aurantiimutata là một loài thực vật có hoa trong họ Ô rô. Loài này được Hammel & Gómez-Laur. mô tả khoa học đầu tiên năm 1994.